# Avital Carroll
Avital Carroll (née le 24 avril 1996), est une skieuse acrobatique autrichienne spécialiste des bosses.

## Palmarès

### Championnats du monde
- Championnats du monde 2023 à Bakouriani (Géorgie) :
  -  Médaille de bronze en bosses simples.
  -  Médaille de bronze en bosses parallèles.

### Coupe du monde
- 1 podium.